# (200036) 2007 RH77
(200036) 2007 RH77 es un asteroide que forma parte de los asteroides troyanos de Júpiter, descubierto el 10 de septiembre de 2007 por el equipo del Mount Lemmon Survey desde el Observatorio del Monte Lemmon, Arizona, Estados Unidos.

## Designación y nombre
Designado provisionalmente como 2007 RH77.

## Características orbitales
2007 RH77 está situado a una distancia media del Sol de 5,262 ua, pudiendo alejarse hasta 5,488 ua y acercarse hasta 5,035 ua. Su excentricidad es 0,043 y la inclinación orbital 3,342 grados. Emplea 4409,24 días en completar una órbita alrededor del Sol.

## Características físicas
La magnitud absoluta de 2007 RH77 es 13,3.